# Svantjärnen (Myssjö socken, Jämtland)
Svantjärnen är en sjö i Bergs kommun i Jämtland och ingår i Indalsälvens huvudavrinningsområde. Svantjärnen ligger i Brötarna Natura 2000-område.